# Ера Діоклетіана
Anno Diocletiani — Ера Діоклетіана, Ера Мучеників — метод позначення років, який використовувався християнами з Александрії та у коптському календарі з V по VII століття та дещо довше. Діоклетіанська ера починається 20 листопада 284 року — початок правління римського імператора Діоклетіана, та періоду останнього та найсильнішого переслідування християн. Уведене це літочислення однак уже після його смерті. Численні нубійські християнські пам'ятки датовані за цим календарем.